# Jurij Gazinski
Jurij Aleksandrowicz Gazinski (ros. Юрий Александрович Газинский; ur. 20 lipca 1989 w Komsomolsku nad Amurem) – rosyjski piłkarz grający na pozycji pomocnika. Od 2013 roku jest zawodnikiem FK Krasnodar.

## Życiorys
Urodził się w Komsomolsku nad Amurem, w Kraju Chabarowskim, na wschodzie Rosji. W czasach juniorskich trenował w lokalnej Smienie. W 2007 roku dołączył do jej drużyny seniorskiej. W styczniu 2010 roku został zawodnikiem Łucz-Eniergii Władywostok, występującej wówczas w rozgrywkach Pierwyj diwizion (drugi szczebel rozgrywek w Rosji). W sumie w barwach tego klubu rozegrał 51 meczów ligowych, w których zdobył trzy bramki. Przed sezonem 2012/2013 został kupiony przez stołeczne Torpedo Moskwa. W moskiewskim klubie występował tylko przez jeden sezon. W Pierwym diwizionie zagrał w 29 meczach oraz strzelił trzy gole. 1 lipca 2013 został zawodnikiem FK Krasnodar. Kwotę tego transferu szacuje się na w przeliczeniu 250 tysięcy euro. W rozgrywkach Priemjer-Ligi zadebiutował 17 lipca 2013 w przegranym 1:2 meczu z Zenitem Petersburg, w którym zagrał przez 65 minut.
W reprezentacji Rosji zadebiutował 31 sierpnia 2016 w towarzyskim spotkaniu z Turcją (0:0).
W 2017 roku został powołany przez selekcjonera Stanisława Czerczesowa do kadry na Puchar Konfederacji rozgrywany w Rosji. Nie zagrał na nim jednak w żadnym spotkaniu. 11 maja 2018 został powołany do szerokiego składu reprezentacji Rosji na Mistrzostwa Świata 2018. 4 czerwca 2018 znalazł się w oficjalnie zgłoszonej, 23-osobowej kadrze na Mundial. 14 czerwca 2018 w 12. minucie meczu otwarcia mistrzostw z Arabią Saudyjską zdobył pierwszą bramkę mistrzostw.

## Statystyki kariery
(aktualne na dzień 24 maja 2018)
| Klub                       | Sezon     | Liga             | Liga  | Liga | Puchar krajowy | Puchar krajowy | Rozgrywki europejskie | Rozgrywki europejskie | W sumie | W sumie |
| Klub                       | Sezon     | Liga             | Mecze | Gole | Mecze          | Gole           | Mecze                 | Gole                  | Mecze   | Gole    |
| -------------------------- | --------- | ---------------- | ----- | ---- | -------------- | -------------- | --------------------- | --------------------- | ------- | ------- |
| Łucz-Eniergija Władywostok | 2010      | Pierwyj diwizion | 14    | 1    | 0              | 0              | –                     | –                     | 14      | 1       |
| Łucz-Eniergija Władywostok | 2011/2012 | Pierwyj diwizion | 37    | 2    | 0              | 0              | –                     | –                     | 37      | 2       |
| Torpedo Moskwa             | 2012/2013 | Pierwyj diwizion | 29    | 3    | 1              | 0              | –                     | –                     | 30      | 3       |
| FK Krasnodar               | 2013/2014 | Priemjer-Liga    | 29    | 1    | 4              | 0              | –                     | –                     | 33      | 1       |
| FK Krasnodar               | 2014/2015 | Priemjer-Liga    | 21    | 0    | 2              | 0              | 11                    | 0                     | 34      | 0       |
| FK Krasnodar               | 2015/2016 | Priemjer-Liga    | 21    | 0    | 3              | 0              | 10                    | 0                     | 34      | 0       |
| FK Krasnodar               | 2016/2017 | Priemjer-Liga    | 29    | 2    | 3              | 0              | 12                    | 0                     | 44      | 0       |
| FK Krasnodar               | 2017/2018 | Priemjer-Liga    | 28    | 2    | 0              | 0              | 3                     | 0                     | 31      | 2       |
| W sumie                    | W sumie   | W sumie          | 208   | 11   | 13             | 0              | 36                    | 0                     | 257     | 9       |